# Francesco Sirufo
Francesco Sirufo (* 1. ledna 1961, Castelluccio Inferiore) je italský římskokatolický duchovní a arcibiskup Acerenzy.

## Život
Narodil se 1. ledna 1961 v Castelluccio Inferiore.
Vstoupil do kněžského semináře a teologické vzdělávání získal na Papežské teologické fakultě Jižní Itálie. Dne 3. srpna 1986 byl biskupem Gerardem Pierro vysvěcen na kněze a inkardinován do diecéze Tursi-Lagonegro. Stal se farním vikářem u sv. Mikuláše v Lauria Superiore. Následně působil ve farnosti v Senise a Viggianello. Roku 1994 obdržel na Papežské lateránské univerzitě doktorát z kanonického práva.
Byl profesorem kanonického práva na teologickém institutu v Potenze. Od roku 1996 působil jako soudní vikář a později jako biskupský vikář pro klérus.
Dne 20. května 2016 jej papež František jmenoval arcibiskupem Acerenzy. Biskupské svěcení přijal 20. srpna z rukou biskupa Vincenza Carmine Orofino a spolusvětiteli byli arcibiskup Francescantonio Nolè a arcibiskup Salvatore Ligorio.